# Tom Cushman
Thomas Preston „Tom“ Cushman (* 28. Mai 1964 in Saint Paul) ist ein ehemaliger US-amerikanischer Eisschnellläufer.
Cushman nahm von 1978 bis 1988 meist an nationalen Wettbewerben teil und startete im Januar 1987 in Lake Placid erstmals im Eisschnelllauf-Weltcup, wobei er den 21. Platz über 1000 m errang. In der Saison 1987/88 wurde er mit 13 Top-Zehn-Platzierungen jeweils Siebter im Weltcup über 500 m und 1000 m. Dabei erreichte er in Butte über 500 m sowie 1000 m jeweils den dritten Platz und in Inzell den zweiten Rang über 500 m. Bei den Olympischen Winterspielen 1988 in Calgary belegte er den 17. Platz über 1000 m. Neben dem Sport studierte er University of Minnesota internationale Beziehungen und Journalismus und zog später in der Nähe der Twin Cities, wo er Skater trainiert und eine Kunstgalerie betreibt. Zudem war er von 2002 bis 2006 US-amerikanischer Eisschnelllaufnationaltrainer.

## Persönliche Bestleistungen
| Disziplin | Zeit        | Datum             | Ort        |
| --------- | ----------- | ----------------- | ---------- |
| 500 m     | 37,66 s     | 29. November 1987 | Butte      |
| 1000 m    | 1:14,68 min | 13. Februar 1988  | Calgary    |
| 1500 m    | 1:56,85 min | 20. März 1988     | Heerenveen |
| 3000 m    | 4:25,03 min | 3. November 1987  | Butte      |
| 5000 m    | 7:48,14 min | 7. Dezember 1984  | West Allis |